# Красная Поляна (Торбеевский район)
Кра́сная Поля́на — деревня в Торбеевском районе Мордовии. Входит в состав Хилковского сельского поселения.

## История
В 1953 году указом ПВС Мордовской АССР деревня Эмилиендорф переименована в Красная Поляна.

## Население
| 2002 | 2010 |
| ---- | ---- |
| 36   | ↘18  |